# Le Tremblay-Omonville
Le Tremblay-Omonville és un municipi francès situat al departament de l'Eure i a la regió de Normandia. L'any 2007 tenia 285 habitants.

## Demografia

### Població
El 2007 la població de fet de Le Tremblay-Omonville era de 285 persones. Hi havia 104 famílies de les quals 16 eren unipersonals (4 homes vivint sols i 12 dones vivint soles), 48 parelles sense fills i 40 parelles amb fills.
La població ha evolucionat segons el següent gràfic:
Habitants censats

### Habitatges
El 2007 hi havia 122 habitatges, 109 eren l'habitatge principal de la família, 7 eren segones residències i 6 estaven desocupats. 121 eren cases i 1 era un apartament. Dels 109 habitatges principals, 92 estaven ocupats pels seus propietaris, 15 estaven llogats i ocupats pels llogaters i 2 estaven cedits a títol gratuït; 4 tenien dues cambres, 14 en tenien tres, 24 en tenien quatre i 66 en tenien cinc o més. 85 habitatges disposaven pel capbaix d'una plaça de pàrquing. A 45 habitatges hi havia un automòbil i a 58 n'hi havia dos o més.

### Piràmide de població
La piràmide de població per edats i sexe el 2009 era:
| Homes | Edats   | Dones |
| ----- | ------- | ----- |
| 0     | 95 o +  | 0     |
| 0     | 90 a 94 | 0     |
| 4     | 85 a 89 | 0     |
| 0     | 80 a 84 | 0     |
| 8     | 75 a 79 | 8     |
| 8     | 70 a 74 | 8     |
| 8     | 65 a 69 | 8     |
| 4     | 60 a 64 | 4     |
| 8     | 55 a 59 | 12    |
| 8     | 50 a 54 | 4     |
| 8     | 45 a 49 | 12    |
| 16    | 40 a 44 | 8     |
| 4     | 35 a 39 | 16    |
| 8     | 30 a 34 | 0     |
| 16    | 25 a 29 | 12    |
| 8     | 20 a 24 | 0     |
| 4     | 15 a 19 | 8     |
| 12    | 10 a 14 | 8     |
| 0     | 5 a 9   | 4     |
| 4     | 0 a 4   | 4     |

## Economia
El 2007 la població en edat de treballar era de 180 persones, 142 eren actives i 38 eren inactives. De les 142 persones actives 134 estaven ocupades (73 homes i 61 dones) i 8 estaven aturades (3 homes i 5 dones). De les 38 persones inactives 16 estaven jubilades, 15 estaven estudiant i 7 estaven classificades com a «altres inactius».

### Ingressos
El 2009 a Le Tremblay-Omonville hi havia 120 unitats fiscals que integraven 312 persones, la mediana anual d'ingressos fiscals per persona era de 19.977 €.

### Activitats econòmiques
Dels 17 establiments que hi havia el 2007, 2 eren d'empreses de fabricació de material elèctric, 1 d'una empresa de fabricació d'altres productes industrials, 3 d'empreses de construcció, 3 d'empreses de comerç i reparació d'automòbils, 1 d'una empresa d'hostatgeria i restauració, 4 d'empreses d'informació i comunicació, 1 d'una empresa immobiliària i 2 d'empreses de serveis.
Dels 5 establiments de servei als particulars que hi havia el 2009, 1 era un taller de reparació d'automòbils i de material agrícola, 2 fusteries, 1 lampisteria i 1 restaurant.
L'any 2000 a Le Tremblay-Omonville hi havia 7 explotacions agrícoles.

## Poblacions més properes
El següent diagrama mostra les poblacions més properes.